# Antoni Vadell Ferrer
Antoni Vadell Ferrer (Lluchmayor, Baleares, 17 de mayo de 1972 - Barcelona, 12 de febrero de 2022) fue un eclesiástico español, obispo auxiliar de la archidiócesis de Barcelona.

## Biografía

### Primeros años y formación
Nació el 17 de mayo de 1972, en la población mallorquina de Lluchmayor. 
A los 14 años entró en el Seminario Menor de Mallorca, pasando a cursar los estudios eclesiásticos de Teología y Filosofía en el Seminario Mayor de dicha diócesis.
Fue licenciado en el Pontificio Ateneo Salesiano en Pastoral de la Juventud y Catequética en 2009.

### Presbítero
Fue ordenado diácono el 4 de octubre de 1997.
Fue  ordenado sacerdote el 31 de mayo de 1998.
En la diócesis mallorquina fue vicario de varias parroquias: parroquia Beato Ramon Llull (desde su ordenación hasta 2006), parroquia de San José Obrero y parroquia del Corpus Christi (2009-14), siendo además encargado de pastoral de los colegios parroquiales de estas dos últimas parroquias.
A nivel diocesano fue rector del Seminario Menor mallorquín (1999-2006), delegado para la Pastoral de las Vocaciones y formador del Seminario Mayor diocesano (2002-2006); y delegado diocesano de Pastoral Catequética y Litúrgica (2009-2013), vicario episcopal para la Evangelización (2013-2017), miembro del colegio de consultores y del consejo presbiteral desde 2014 a 2017  y profesor del Instituto Superior de Ciencias Religiosas de Mallorca (ISUCIR).

### Obispo
El 19 de junio de 2017 la Nunciatura Apostólica hizo público su nombramiento por parte del papa Francisco como obispo auxiliar de Barcelona, junto al sacerdote Sergi Gordo Rodríguez.
El 9 de septiembre se celebró la consagración episcopal conjunta de ambos prelados en la basílica de la Sagrada Familia. El entonces cardenal arzobispo de Barcelona, Juan José Omella, ejerció como consagrante principal, acompañado de Lluís Maria, Cardenal Martínez Sistach, arzobispo emérito de Barcelona, Ricardo, Cardenal Blázquez Pérez (presidente de la Conferencia Episcopal Española y arzobispo de Valladolid) y Sebastià Taltavull Anglada, obispo auxiliar de Barcelona y administrador apostólico de Mallorca). En ese momento contaba con 45 años, por lo que pasaba a ser el obispo más joven de España, que hasta entonces era monseñor Novell (48 años).
Se convirtió en el primer prelado diocesano de origen mallorquín desde que en 1968 Miquel Moncadas Noguera fuera nombrado obispo de Menorca, y que posteriormente fue trasladado a Solsona en 1977.

### Fallecimiento
Falleció en la madrugada del 12 de febrero de 2022 a consecuencia de un tumor en el páncreas del que el prelado español se estaba tratando desde julio de 2021.